# Jakob Ingebrigtsen
Jakob Ingebrigtsen, född 19 september 2000 i Sandnes, är en norsk medeldistanslöpare.   
Hans äldre bröder Henrik Ingebrigtsen och Filip Ingebrigtsen är också medeldistanslöpare.

## Karriär
Ingebrigtsen tog två guld vid Europamästerskapen i friidrott 2018, på 1 500 och 5 000 meter. Han satte nytt europarekord på 5 000 meter vid Diamond League-galan i Florens den 10 juni 2021 med tiden 12.48,45. 
I mars 2022 vid inomhus-VM i Belgrad tog Ingebrigtsen silver på 1 500 meter efter att slutat bakom Samuel Tefera från Etiopien. I juli 2022 vid VM i Eugene tog han silver på 1 500 meter efter ett lopp på säsongsbästat 3 minuter och 29,47 sekunder. I augusti 2022 vid EM i München tog Ingebrigtsen sitt andra raka guld på 5 000 meter efter ett lopp på 13 minuter och 21,13 sekunder. Han försvarade även sitt EM-guld på 1 500 meter och satte ett nytt mästerskapsrekord på tiden 3 minuter och 32,76 sekunder.
I mars 2023 tog Ingebrigtsen sitt andra raka guld på 1 500 meter vid inomhus-EM i Istanbul och noterade ett nytt mästerskapsrekord på 3 minuter och 33,95 sekunder. Han tog även guld på 3 000 meter och noterade ett nytt norskt rekord på 7 minuter och 40,32 sekunder. I augusti 2023 vid VM i Budapest tog Ingebrigtsen silver på 1 500 meter efter att ha besegrats av brittiske Josh Kerr.